# Færdselsfilm 1930
|  | Denne artikel er oprettet af botten Steenthbot ud fra en ekstern database. Den kan derfor have sproglige fejl eller mangler. Denne skabelon kan fjernes efter kontrol af indholdet. |

Færdselsfilm 1930 er en dansk oplysningsfilm fra 1930.

## Handling
Indstillinger fra Københavns trafikknudepunkter og en lang række eksempler på hvordan man gebærder sig i trafikken og, hvordan man ikke bør gøre.
I 1930'erne blev der produceret flere små trafikfilm til undervisning under navnet "Færdselsfilm", der var redigerede versioner af hinanden. Denne version menes at være 1930-udgaven.